# Vizianagaram (huyện)
Huyện Vizianagaram là một huyện thuộc bang Andhra Pradesh, Ấn Độ. Thủ phủ huyện Vizianagaram đóng ở Vizianagaram. Huyện Vizianagaram có diện tích 6539 ki lô mét vuông. Đến thời điểm năm 2001, huyện Vizianagaram có dân số 2245103 người.